# Lentaria javanica
Lentaria javanica är en svampart som beskrevs av R.H. Petersen 2000. Lentaria javanica ingår i släktet Lentaria och familjen Lentariaceae.   Inga underarter finns listade i Catalogue of Life.